# Караєвичі
Карає́вичі — село в Україні, у Городоцькій сільській громаді Рівненського району Рівненської області. Населення становить 227 осіб.

## Символіка
Символи затверджені 20 грудня 2024 року рішенням Городоцької сільської ради. Автори – А. Гречило та Ю. Терлецький.

### Герб
У синьому полі золоте млинське колесо, над ним обабіч – по срібному мішку, перев’язаному золотим шнуром, золота глава відділена зазублено і всіяна стільниками.
Млинське колесо та два мішки означають млини, які відігравали важливу роль в історії села. Стільникове поле вказує на розвинене бджолярство та місцеві пасіки. Синє поле уособлює ставки та річку Устя, а золоте є символом щедрості та багатства.

### Прапор
Квадратне полотнище, яке складається з двох горизонтальних смуг, розділених зазублено, верхня жовта (її ширина становить 2/5 сторони прапора), розбита на стільники, на нижній синій – жовте млинське колесо, над ним обабіч – по білому мішку, перев’язаному жовтим шнуром.

## Історія
Караєвичі згадують в Акті від 9 липня 1463 року за яким брати князі Василь, Семен і Солтан «отчині і дідичі Збаразькі» поділили між собою князівське володіння. Зокрема, Солтану Несвіцькому надано два Бутини, Городок, Манів, Олексинець, два Вишнівці, села Караєвичі, Обарів і Тинне в Луцькому повіті та інші села переважно на Шумщині та Лановеччині в Крем'янецькому повіті.
Процитований документ зберігається в архіві князів Любартовичів Сангушків у Славуті (Archiwum książąt Lubartowiczow Sanguszkow w Sławucie. T.1 1366-1506. S.53).

## Населення

### Мова
Розподіл населення за рідною мовою за даними перепису 2001 року:
| Мова       | Кількість | Відсоток |
| ---------- | --------- | -------- |
| українська | 227       | 100%     |